# Вініта (Оклахома)
Вініта (англ. Vinita) — місто (англ. city) в США, в окрузі Крейг штату Оклахома. Населення — 5193 особи (2020).

## Географія
Вініта розташована за координатами 36°38′56″ пн. ш. 95°9′40″ зх. д. / 36.64889° пн. ш. 95.16111° зх. д. (36.648772, -95.161001).  За даними Бюро перепису населення США в 2010 році місто мало площу 15,54 км², з яких 15,54 км² — суходіл та 0,00 км² — водойми.

## Демографія
Згідно з переписом 2010 року, у місті мешкали 5743 особи в 2276 домогосподарствах у складі 1396 родин. Густота населення становила 370 осіб/км².  Було 2739 помешкань (176/км²).
Расовий склад населення:
| - 63,8 % — білих - 21,3 % — корінних американців - 3,9 % — чорних або афроамериканців - 0,6 % — азіатів - 0,2 % — вихідців з тихоокеанських островів |

До двох чи більше рас належало 9,5 %. Частка іспаномовних становила 3,1 % від усіх жителів.
За віковим діапазоном населення розподілялося таким чином: 24,0 % — особи молодші 18 років, 58,0 % — особи у віці 18—64 років, 18,0 % — особи у віці 65 років та старші. Медіана віку мешканця становила 40,6 року. На 100 осіб жіночої статі у місті припадало 90,2 чоловіків;  на 100 жінок у віці від 18 років та старших — 84,9 чоловіків також старших 18 років.
Середній дохід на одне домашнє господарство  становив 41 944 долари США (медіана — 32 292), а середній дохід на одну сім'ю — 49 577 доларів (медіана — 39 321). Медіана доходів становила 33 365 доларів для чоловіків та 26 616 доларів для жінок. За межею бідності перебувало 25,0 % осіб, у тому числі 35,1 % дітей у віці до 18 років та 18,3 % осіб у віці 65 років та старших.
Цивільне працевлаштоване населення становило 2172 особи. Основні галузі зайнятості: освіта, охорона здоров'я та соціальна допомога — 29,1 %, роздрібна торгівля — 13,6 %, мистецтво, розваги та відпочинок — 11,7 %.